# Macaco (Band)

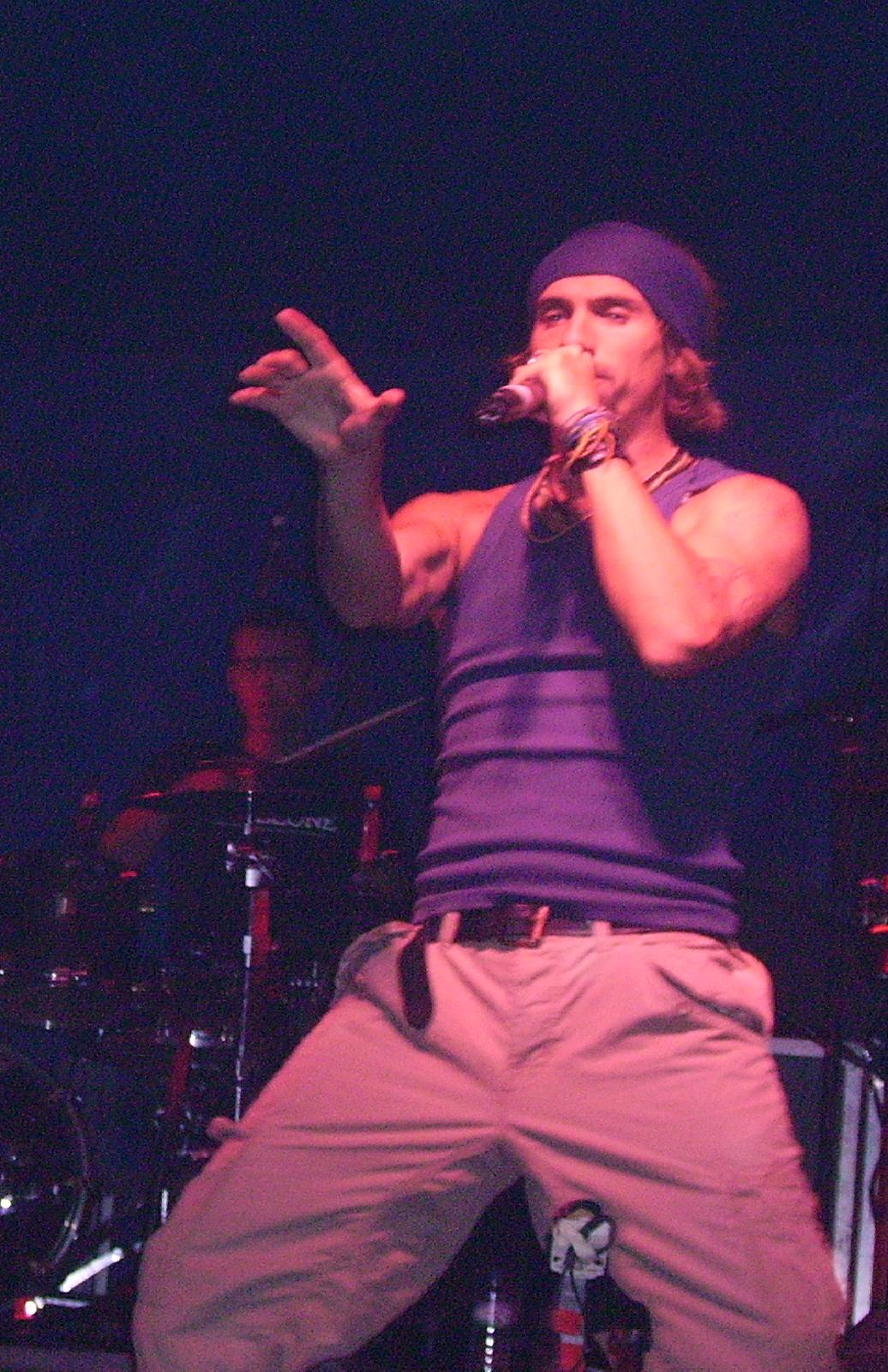
Macaco bei einem Konzert (2006)

Macaco ist eine spanische Pop-Band, die 1997 in Barcelona gegründet wurde. Der Name der Band, der auf Spanisch Makake bedeutet, entstand bei den ersten Auftritten, da Bewegung und das Spielen der Perkussion an affenähnliche Bewegungen erinnerten.

## Geschichte
Da die Musiker der Band aus unterschiedlichen Ländern, unter anderem Spanien, Venezuela, Brasilien oder Kamerun, stammen, fließen folglich auch viele Musikstile in die Lieder der Band ein. So erkennt man oft die Musikrichtungen Rumba Catalana und Rumba Latina, aber ebenso Hip-Hop oder Reggae.
Durch die verschiedenen Herkunftsländer der Bandmitglieder entstanden auch mehrsprachige Vertonungen, bzw. singt die Band auch in Spanisch, Portugiesisch, Französisch, Englisch und Italienisch.
Die Band ist zudem mit dem Song Moving in der Playlist des Fußballspiels FIFA 09 vertreten. Moving ist außerdem der musikalische Teil einer Antiglobalisierungskampagne.

## Diskografie

### Alben
| Jahr | Titel Musiklabel                               | Höchstplatzierung, Gesamtwochen, AuszeichnungChartsChartplatzierungen (Jahr, Titel, Musiklabel, Platzierungen, Wochen, Auszeichnungen, Anmerkungen) | Anmerkungen                             |
| Jahr | Titel Musiklabel                               | ES | Anmerkungen                             |
| ---- | ---------------------------------------------- | --- | --------------------------------------- |
| 2006 | Ingravitto Capitol Records / Mundo Zurdo (EMI) | ES22 Gold · (51 Wo.)ES |                                         |
| 2009 | Puerto presente Mundo Zurdo (EMI)              | ES2 Platin · (84 Wo.)ES | Erstveröffentlichung: 3. März 2009      |
| 2010 | El vecindario Mundo Zurdo (EMI)                | ES6 Gold · (50 Wo.)ES | Erstveröffentlichung: 23. November 2010 |
| 2012 | El murmullo del fuego Mundo Zurdo (EMI)        | ES4 Gold · (58 Wo.)ES | Erstveröffentlichung: 27. Mai 2012      |
| 2012 | 4 Álbumes Mundo Zurdo (EMI)                    | ES98 (1 Wo.)ES |                                         |
| 2015 | Historias tattooadas Sony Music (SME)          | ES6 (29 Wo.)ES | Erstveröffentlichung: 23. März 2015     |
| 2019 | Civilizado como los animales Sony Music (SME)  | ES13 (15 Wo.)ES | Erstveröffentlichung: 24. Mai 2019      |
| 2022 | Vuélame el Corazón Sony Music (SME)            | ES45 (2 Wo.)ES | Erstveröffentlichung: 4. November 2022  |

Weitere Alben
- 1999: El mono en el ojo del tigre (Edel)
- 2002: Rumbo submarino (Edel)
- 2004: Entre raices y antenas (Mundo Zurdo – EMI)
- 2009: Moritz (Mundo Zurdo – EMI)
- 2010: Eduard (Mundo Zurdo – EMI)
- 2011: Mensajes de agua (Zeta Records – Mundo Zurdo – EMI)

### Singles
| Jahr | Titel Album                                 | Höchstplatzierung, Gesamtwochen, AuszeichnungChartsChartplatzierungen (Jahr, Titel, Album, Platzierungen, Wochen, Auszeichnungen, Anmerkungen) | Anmerkungen                            |
| Jahr | Titel Album                                 | ES | Anmerkungen                            |
| ---- | ------------------------------------------- | --- | -------------------------------------- |
| 2004 | Giratutto (Sambita) Entre raices y antenas  | ES13 (2 Wo.)ES |                                        |
| 2009 | Moving Puerto presente                      | ES1 ×3Dreifachplatin · (51 Wo.)ES | Erstveröffentlichung: 30. Januar 2009  |
| 2009 | Tengo Puerto presente                       | ES11 Gold · (29 Wo.)ES |                                        |
| 2010 | Hacen falta dos Puerto presente             | ES35 (6 Wo.)ES | Erstveröffentlichung: 14. Mai 2010     |
| 2010 | Con la mano levantá El vecindario           | ES6 Gold · (25 Wo.)ES | Erstveröffentlichung: 8. Oktober 2010  |
| 2012 | Love Is The Only Way El murmullo del fuego  | ES20 (14 Wo.)ES | Erstveröffentlichung: 10. Februar 2012 |
| 2015 | Hijos de un mismo dios Historias tattooadas | ES64 Gold · (6 Wo.)ES | Erstveröffentlichung: 12. Januar 2015  |

## Auszeichnungen für Musikverkäufe
| Goldene Schallplatte - Spanien - 2024: für das Lied Lo Quiero Todo - 2024: für das Lied Volar - 2025: für das Lied Coincidir | 2× Platin-Schallplatte - Mexiko - 2023: für das Lied Coincidir |

Anmerkung: Auszeichnungen in Ländern aus den Charttabellen bzw. Chartboxen sind in ebendiesen zu finden.
| Land/RegionAuszeichnungen für Musikverkäufe (Land/Region, Auszeichnungen, Verkäufe, Quellen) | Gold     | Platin     | Verkäufe | Quellen             |
| -------------------------------------------------------------------------------------------- | -------- | ---------- | -------- | ------------------- |
| Mexiko (AMPROFON)                                                                            | —        | 2× Platin2 | 120.000  | amprofon.com.mx     |
| Spanien (Promusicae)                                                                         | 9× Gold9 | 4× Platin4 | 430.000  | elportaldemusica.es |
| Insgesamt                                                                                    | 9× Gold9 | 6× Platin6 |          |                     |